# Taraxacum curvilobatum
Taraxacum curvilobatum là một loài thực vật có hoa trong họ Cúc. Loài này được Sahlin miêu tả khoa học đầu tiên năm 1983.